# Cadmi(II) sulfat
Cadmi(II) sunfat là tên của một loạt các hợp chất vô cơ có liên quan với công thức hóa học CdSO4·xH2O. Dạng phổ biến nhất là monohydrat CdSO4·H2O, nhưng hai dạng khác được biết là CdSO4·{\displaystyle {\frac {8}{3}}}H2O và muối khan (CdSO4). Tất cả các muối đều không màu và rất tan trong nước.

## Cấu trúc, điều chế và sự xuất hiện
Tinh thể học tia X cho thấy CdSO4·H2O là một polyme hợp nhất điển hình. Mỗi trung tâm Cd2+ có hình học phối hợp bát diện, được bao quanh bởi nguyên tử oxy được cung cấp bởi bốn anion sulfat và hai nguyên tử oxy từ nước.
Cadmi(II) sunfat có thể được điều chế bằng phản ứng của kim loại cadmi, oxit hoặc hydroxide của nó với axit sunfuric pha loãng:
CdO + H2SO4 → CdSO4 + H2O
Cd + H2SO4 → CdSO4 + H2↑
Cadmi(II) sunfat khan được điều chế bằng natri pesunfat:
Cd + Na2S2O8 → CdSO4 + Na2SO4
Cadmi(II) sunfat tinh khiết xuất hiện dưới dạng các khoáng chất rất nhỏ, hiếm gồm voudourisit (monohydrat) và lazaridisit ({\displaystyle {\frac {8}{3}}} hydrat).

## Ứng dụng
Cadmi(II) sunfat được sử dụng rộng rãi cho việc mạ điện của cadmi trong các mạch điện tử. Nó cũng là tiền thân của sắc tố trên nền cadmi như cadmi(II) sunfit. Nó cũng được sử dụng cho điện phân trong một tế bào tiêu chuẩn Weston cũng như một sắc tố trong các màn hình huỳnh quang.

## Hợp chất khác
CdSO4 còn tạo một số hợp chất với NH3, như CdSO4·4NH3 và CdSO4·6NH3 đều là chất rắn màu trắng.
CdSO4 còn tạo một số hợp chất với N2H4, như CdSO4·2N2H4 là bột/tinh thể màu trắng.
CdSO4 còn tạo một số hợp chất với CS(NH2)2, như CdSO4·2CS(NH2)2 là tinh thể dạng lăng kính màu trắng dễ tan trong nước, 2CdSO4·5CS(NH2)2·7H2O là tinh thể không màu, D = 2 g/cm³ hay CdSO4·3CS(NH2)2 có bề ngoài tương tự phức 2-thiourê, bị phân hủy bởi nước.